# Гонжаров, Олег Павлович
Олег Павлович Гонжаров (род. 13 марта 1954, Кривой Рог, Днепропетровская область) — российский политический деятель, депутат Государственной думы второго созыва.

## Биография
Родился 13 марта 1954 года в городе Кривой Рог.
В 1978 году окончил Новосибирский медицинский институт.
В декабре 1995 года был избран депутатом Государственной Думы РФ второго созыва по федеральному списку избирательного объединения Всероссийское общественно-политическое движение «Наш дом — Россия» (НДР), был членом Комитета Государственной Думы по делам Федерации и региональной политике, затем членом Комитета по делам национальностей, членом Комитета по информационной политике и связи.